# NGC 2123
NGC 2123 je otvoreni skup u zviježđu Zlatnoj ribi. 

## Vanjske poveznice
- SEDS: NGC 2123